# Tjeldsund
Tjeldsund este o comună din provincia Nordland, Norvegia.